# Dervish Hima
Dervish Hima; vid födelsen Ibrahim Mehmet Naxhi, född 1872, död 1928, var en albansk politiker som deltog i Vloraproklamationen och reste från land till land för att vinna stöd åt albanskt oberoende genom sina artiklar och pamfletter. Han tog aktiv del i det offentliga livet, även efter Albaniens grundande som stat 1912.
Hima föddes i Struga i Osmanska Albanien (dagens Nordmakedonien) och gick i skolor i dagens Bitola och Thessaloniki. Han studerade medicin i två år i Istanbul för att sedan ägna sin tid åt nationalistisk verksamhet.